# Marco tecnología-organización-entorno
El marco tecnología-organización-entorno, también conocido como el marco TOE, es un marco teórico que explica cómos se adopta la tecnología en las organizaciones y describe cómo el proceso de adopción e implementación de innovaciones tecnológicas está influenciado por el contexto tecnológico, organizativo y del entorno. Louis G. Tornatzky y Mitchell Fleischer publicaron el modelo en 1990.
Numerosos ejemplos de aplicación del marco TOE han sido resumidos por Oliveira y Martins (2011).
Como reiteraron Awa, Ojiabo y Orokor (2017), el marco TOE es para el análisis a nivel organizativo. El modelo se centra en atributos de alto nivel (es decir, los contextos tecnológico, organizativo y del entorno) en lugar de en los comportamientos detallados de los individuos dentro de la organización. Para comprender la adopción de tecnología a nivel individual, deben aplicarse modelos de comportamiento como la teoría de la acción razonada, la teoría del comportamiento planeado y el modelo de aceptación tecnológica. Si bien esta clasificación entre teoría a nivel organizativo y teoría a nivel individual es generalmente aceptada, también plantea la dificultad de investigar los atributos de nivel superior. La información solo puede obtenerse de individuos dentro de la organización objetivo y, por lo tanto, está inevitablemente sesgada por los puntos de vista individuales. Li (2020) ha demostrado una equivalencia aproximada entre los modelos de comportamiento y el marco TOE cuando se toma en cuenta la percepción individual.
A pesar de que el marco TOE ha sido ampliamente utilizado, ha experimentado un desarrollo teórico limitado desde su introducción. Según Zhu y Kraemer (2005), la razón de esta falta de desarrollo es que el marco TOE es "demasiado genérico" y permite un alto grado de libertad en la variación de factores y medidas, por lo que no hay una necesidad urgente de modificar la teoría en sí. Otra razón importante, según Baker (2012), es que la teoría se alinea "demasiado bien" con otras teorías de adopción tecnológica y no ofrece explicaciones competitivas. Por lo tanto, existe una tensión muy limitada para modificar el marco.